# Dyscia medioumbraria
Dyscia medioumbraria là một loài bướm đêm trong họ Geometridae.